# 捜真女学校中学部・高等学部
捜真女学校中学部・高等学部（そうしんじょがっこうちゅうがくぶ・こうとうがくぶ）は神奈川県横浜市神奈川区に所在し、中高一貫教育を提供する私立女子中学校・高等学校。2018年から高校募集を再開し、高等学校においては内部進学者と外部からの入学者クラス編成を第1学年から混合する併設混合型中高一貫校。
キリスト教プロテスタントを教義とする。現在では学校名に「女学校」という名前を使っている数少ない学校でもある。

## 概要
1873年（明治6年）に来日した米国バプテスト同盟の宣教師ネイサン・ブラウンは、1876年1月から横浜山手で世界初となる新約聖書の日本語訳に取り組んでいた。1886年、彼の妻シャーロッテ・ブラウンはその印刷所の2階で女子のための塾を始めた。これが捜真女学校の始まりである。
第2代校長にクララ・カンヴァースが就任する。カンヴァースは、1891年に新校舎を建設し、生徒と共に校名を「捜真女学校」と決めた。カンヴァースは学内の者に次の「心の誓い」を求めた。
| 「 | 神を信頼すること 神の愛を知り、自分を愛するように隣人を愛し、助け合うこと 失望することがあっても絶望しないこと、常に希望をもつこと | 」 |

1910年（明治43年）、生徒数が増え山手の地が手狭になったため、現在の中丸に学校を移転した。麦畑の広がる丘に聳える白い塔とニューイングランド風の建物は遠くからもよく見えた。川端康成の小説の挿絵にもなった美しい校舎であった。
1923年（大正12年）の関東大震災にも耐えた校舎は、1945年（昭和20年）5月29日の横浜大空襲により、わずか30分で燃え尽きてしまった。そのようなときも毎日礼拝を守り、全員で焼け跡の整理にあたった。
以来、困難と存亡の危機に見舞われたときもカンヴァースが掲げた教育目標「聖書の真理を捜し求める」を捜真スピリットとして受け継ぎ、時代や校舎や人が変わっても、新しい時代を築く若者に、誇りをもって伝えていきたいと考えている。

## 教育理念
スクールモットー
- Trust in God.（神を信頼せよ）
- Be true to your best self.（最善の自己に忠実であれ）

第七代校長日野綾子が生徒であった大正の頃、尊敬する大好きな校長先生カンヴァースの誕生日に、「先生、ノートの今日のところに何か書いていただけますか?」と問いかけた。カンヴァースは Trust in God. Be true to yourself. と書き、少し考えてから your と self の間に best を加えた。こうして生まれた、たった1行30文字の英文はその後多くの人に読まれ、受け継がれ、心を動かしてきた。それから100年近く経ち、今もこのバースデーノートは学校にあり受け継がれている。
建学の精神
キリスト教に基づき、真理の探究をなしつつ、人間形成の教育をする

## 沿革
- 1886年 - 横浜山手67番に米国北部バプテスト派宣教師シャーロッテ・ブラウン（ネイサン・ブラウンの妻）によって英和女學校として創立。
- 1890年 - クララ・カンヴァース第2代校長に就任。
- 1891年 - 山手34番に移転。
- 1892年 - 捜眞女學校と改称。
- 1910年 - 現在地（神奈川区・中丸）に移転。
- 1945年 - 戦災により全校舎焼失。
- 1957年 - 捜真小学校併設（再開）。
- 1988年 - 法人名を捜真学院と改称。

## 著名な出身者
- 坂西志保 - ミシガン大学大学院Ph.D.、学者、アメリカ議会図書館日本担当課長、憲法調査会委員、国家公安委員会委員、殉職警察官遺児育英基金理事長など
- 三雲孝江 - フリーアナウンサー、ニュースキャスター
- 阿木燿子 - 作詞家、女優、小説家、エッセイスト
- 角田光代 - 小説家
- 久保恵子 - タレント
- 坂本千夏 - 声優
- 加藤未央 - タレント
- 渡辺美佐 - 渡辺プロダクション名誉会長
- 渡辺はま子 - 歌手
- 中村うさぎ - 作家
- 富田恵子 - 女優
- 米澤かおり - フリーアナウンサー、元岩手めんこいテレビアナウンサー
- 柿沼雅美 - 作詞家
- 大村はま - 国語教師、国語教育研究家
- 吉原すみれ - 打楽器奏者
- 松田暎子 - 女優
- 森澤恭子 - 政治家、東京都品川区長、元東京都議会議員
- 泉佳奈 - 女優、声優、歌手
- 山田栄子 - 声優、歌手、舞台女優
- 丸山優子 - 女優、声優
- 深川琴美 - 作詞家

## 系列校
- 学校法人捜真学院
  - 捜真小学校（1957年設立（再建））

捜真幼稚園（神奈川区栗田谷42-43）の設置者は別法人（学校法人捜真バプテスト学園）である。